# Familjeplanering
Familjeplanering saknar en entydig definition men enligt Nationalencyklopedin innebär det medvetna försök att påverka familjestorlek inom samhällen eller via organisationer. Poston och Bouvier definierar familjeplanering som "attempts by couples to regulate the number and timing of births", och familjeplaneringsprogram som "a systematic effort, often government-sponsored, to provide the information, supplies, and services for modern fertility control". Termen familjeplanering förknippas mest med denna senare term, och tillägget "program" förtydligar då. Program var omfattande i utvecklingsländerna från början av 1950-talet fram till ca 1995, varefter det internationella stödet till programmen minskade. Men ensklida länder satsar fortfarande på program, och med stöd från Bill och Melinda Gates Foundation startade 2012 FP2020, som sedermera blivit FP2030 och omfattar en rad länder och givare.
Förutom preventivmedel finns ett antal mer eller mindre osäkra (avbrutet samlag, säkra perioder)
eller drastiska (kyskhet, sterilisering och abort) preventivmetoder.
UNFPA bedömer att minst 222 miljoner kvinnor som önskar använda preventivmedel saknar tillgång till dem, och att antalet oönskade graviditerer uppgår till 80 miljoner per år.

## Födelsekontrollens historiska rötter
Engelsmannen Thomas Robert Malthus var vid sekelskiftet 1800 mycket oroad över befolkningstillväxten. Människan måste förhindras att producera fler barn. Som präst kunde Malthus inte acceptera preventivmedel utan förordade avhållsamhet och naturlig födelsekontroll inom äktenskapet. Att hans vän Jeremy Bentham föreslog fler homosexuella förbindelser som en lösning på oönskade graviditeter är mer en kuriositet. I motsats till Malthus propagerade de s.k. nymalthusianerna för preventivmedel. Den unge John Stuart Mill arresterades då han delade ut broschyrer med råd om födelsekontroll i Londons arbetardistrikt. Mest känd är Annie Besant, som 1874 lämnade sin make, en anglikansk präst, och samtidigt också kyrkan, för att förena sig med radikala fritänkare i kamp mot sociala orättvisor och religiöst förtryck. Hon åtalades enligt lagen om obscena publikationer sedan hon gett ut den amerikanske läkaren Charles Knowltons skrift om preventivmedel, The Fruits of Philosophy, or, the Private Companion of Young Married People. Åtalet gjorde skriften till en oerhörd försäljningsframgång; bara under rättegångstiden såldes 125.000 exemplar. Annie Besant frikändes, men förklarades olämplig som mor och fråntogs vårdnaden om sin dotter. Hon engagerade sig senare i ockulta rörelser som spiritism och teosofi, bodde långa tider i Indien och blev en av de tidigaste förkämparna för indisk självständighet. 
I Sverige hörde nationalekonomen Knut Wicksell till de tidiga förespråkarna för preventivmedel, fr.a. för att komma till rätta med fattigdomen bland arbetarna. Det var en plikt att begränsa barnantalet till två eller tre barn. Wicksells föredrag väckte våldsamma känslor, och han varnades ett par gånger av sin arbetsgivare, Uppsala universitet. 
Den socialistiske agitatorn Hinke Bergegren höll 1910 ett föredrag om barnbegränsning, Kärlek utan barn, och efteråt kunde publiken hämta broschyrer med uppgifter om var preventivmedel fanns att köpa. Det svenska etablissemangets reaktion blev snabb. Några månader senare antog Sveriges riksdag den s.k. preventivlagen: Den som utbjuder, utställer eller förevisar föremål, som är avsett för otuktigt bruk eller till att förebygga följder av könsumgänge döms till fängelse i högst två år. 
Preventivmedel ansågs leda till både osedlighet och folkminskning. Man hänvisar till Frankrike under riksdagsdebatterna, där propaganda för preventivmedel nyligen hade förklarats vara omoraliskt, opatriotiskt och samhällsfarligt. Frankrike hade dessutom sedan länge Europas lägsta födelsetal. Professor Johan Thyrén förklarade att orsaken till den grekiska och romerska kulturens undergång just hade varit bruket av preventivmedel. Samma förklaring återfinns i Nordisk familjeboks artikel om "Nymalthusianism", författad 1919 av Pontus Fahlbeck: "I forntiden förde tvåbarnssystemet Grekland och Rom mot undergången. Det torde göra detsamma med vårt folk, därest det blir allmän folksed."
I Kina tillämpades en så kallad ettbarnspolitik 1979–2015, vilken innebar att familjer som fick mer än ett barn kunde drabbas av hårda sanktioner.

## Familjeplanering som mänsklig rättighet
Vid den internationella konferensen om befolkning och utveckling i Kairo 1994 fastslogs att alla par och individer har en grundläggande rättighet att fritt bestämma hur många barn de vill ha och vid vilken tidpunkt samt att de har rätt till information, utbildning och möjligheter att göra detta.

## Familjeplanering och miljön
Befolkningsökning ökar mänsklighetens miljö- och klimatpåverkan, givet att annat hålls lika. Därmed kan familjeplanering som minskar överbefolkning eller annan oönskad befolkningsökning ses som en klimatåtgärd.
En minskande befolkning ses som ett stort problem i många länder, främst av ekonomiska och sociala orsaker, framförallt hur man skall ta hand om åldrande större årsklasser i avfolkningsbygder.
Om ett par genom att inte skaffa barn kan öka sin inkomstnivå (se Dink) utan att ha fler munnar att mätta, leder detta lätt till en ökad konsumtion som kan vara skadligare för miljön än den som barnfamiljen skulle haft. Effekten av färre nya vuxna som också de skulle förtjäna och konsumera påverkar inte nu de akuta miljöhoten – och i en omgivning där de flesta har råd med överdådig konsumtion kan de barn som ändå växer upp kräva en liknande levnadsstandard.